# Diassa
Diassa est une localité située dans le département de Pissila de la province du Sanmatenga dans la région Centre-Nord au Burkina Faso.

## Géographie
La localité de Roungou est administrativement rattachée à Diassa.

## Éducation et santé
Le centre de soins le plus proche de Diassa est le centre de santé et de promotion sociale (CSPS) de Pissila – à terme le projet de construction de CSPS à Goèma en fera le centre de référence pour Diassa – tandis que le centre hospitalier régional (CHR) se trouve à Kaya.
Diassa possède une école primaire publique.
Il existe depuis 2009 un partenariat de coopération (éducation et santé) entre Diassa et la commune française de Chusclan dans le Gard.